# Cephalomitrion
Cephalomitrion là một chi rêu trong họ Cephaloziellaceae.